# Bantha
Los banthas son criaturas del universo de Star Wars. Podemos verlos en los episodios I, II, IV y VI, películas de la saga, y en numerosos videojuegos. Son representados como un enorme mamífero domesticado para carga o transporte. Son cuadrúpedos, con pelaje largo y grueso.

## Descripción
Un bantha es un ser cuadrúpedo que puede llegar a alcanzar los dos metros y medio de altura y pesar hasta cuatro toneladas. Sobre su cabeza tiene un par de cuernos enormes en forma de espiral (similares a los de un carnero). Está completamente cubierto de un grueso pelaje, lo cual contrasta con el ambiente del planeta Tatooine, uno de los mundos donde lo podemos encontrar.
Es herbívoro, y da una leche de un tono azulado que sirve como alimento básico en la dieta diaria de los habitantes de Tatooine. Al ser capaz de sobrevivir sin comida ni bebida durante varias semanas y resistir en prácticamente cualquier ambiente extremo podemos encontrarlos en otros muchos planetas.
Se crían en rebaños. Un bantha puede llevar varios pasajeros, y muchos habitantes de Tatooine los usan como bestias de carga, en especial los moradores de las arenas, que los adiestran como monturas. Estos desarrollan un vínculo sentimental indisoluble y frecuentemente cuando uno de los dos perece el otro queda severamente afectado.